# VGV U70

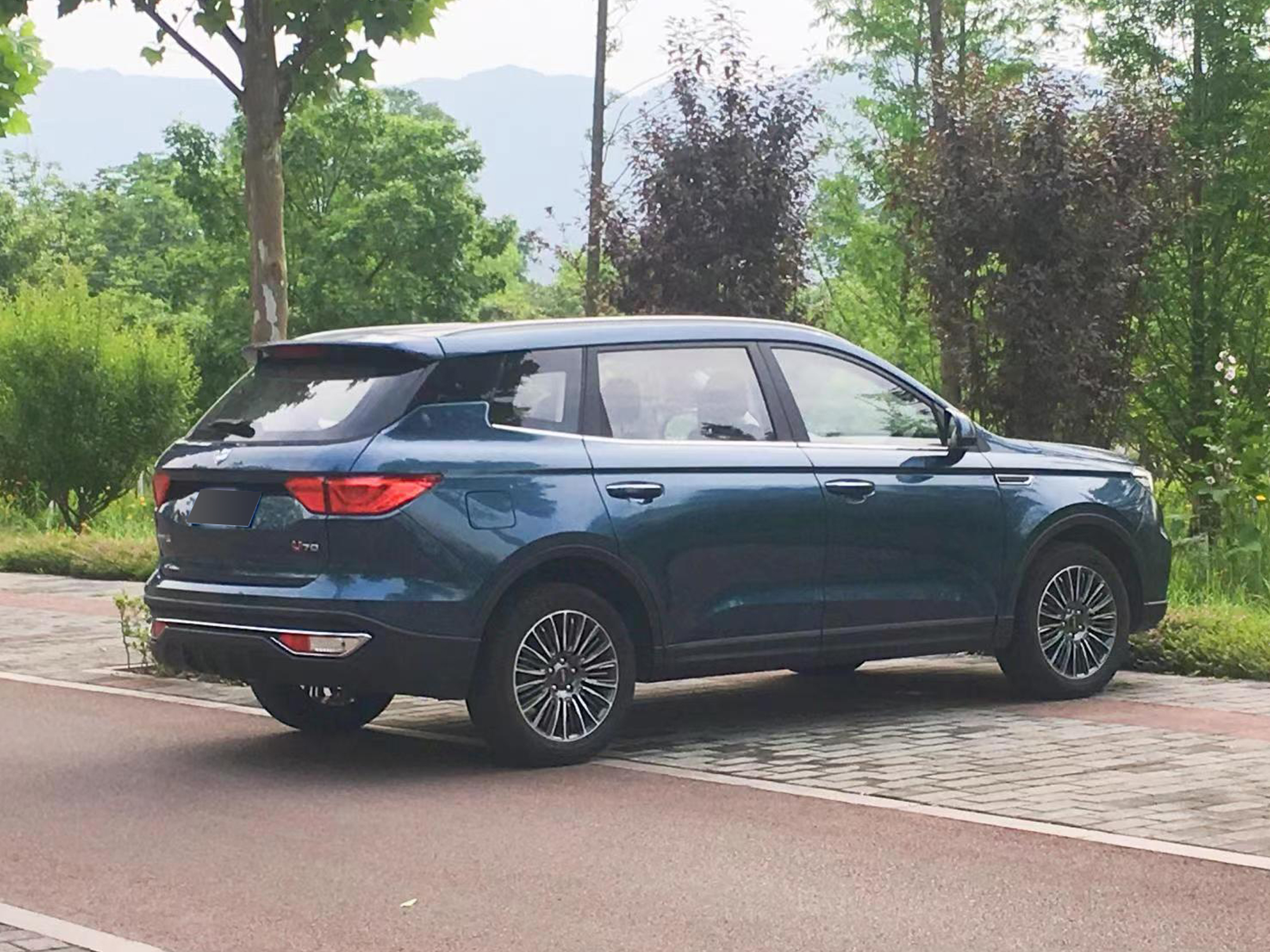
Heckansicht

Der VGV U70 ist ein chinesisches Sport Utility Vehicle, das von Weichai (Chongqing) Automotive unter der Marke VGV vermarktet wird.

## Modellgeschichte
Vorgestellt wurde das rund 4,80 Meter lange, 1,87 Meter breite und 1,69 Meter hohe Fahrzeug Ende Oktober 2019. Rund einen Monat später begann auf dem chinesischen Heimatmarkt der Verkauf. Die überarbeitete Version VGV U70 Pro wurde im Mai 2022 vorgestellt. Sie kam im Oktober 2022 in China auf den Markt. Seit Mai 2024 wird der Wagen auch in Russland angeboten, wobei er für diesen Markt in Belarus gebaut wird.

## Technische Daten
Angetrieben wird das bis zu siebensitzige SUV von einem aufgeladenen 1,5-Liter-Ottomotor von Mitsubishi Motors. Zunächst leistete er maximal 110 kW (150 PS). Im Januar 2021 wurde die Leistung auf 115 kW (156 PS) erhöht. Für den russischen Markt ist die maximale Leistung auf 105 kW (143 PS) gedrosselt. Die vorderen Räder haben eine MacPherson-Federbeinaufhängung, die hinteren sind an eine Verbundlenkerachse gebunden. Der 2021 vorgestellte VGV U75 Plus basiert auf dem U70.
|                                             | 1.5T                       |                            |                            |
| Markt                                       | Russland                   | China                      | China                      |
| Bauzeitraum                                 | seit 05/2024               | 11/2019–05/2021            | seit 05/2021               |
| Motorkenndaten                              |                            |                            |                            |
| Motortyp                                    | R4-Ottomotor               | R4-Ottomotor               | R4-Ottomotor               |
| Motoraufladung                              | Turbolader                 | Turbolader                 | Turbolader                 |
| Hubraum                                     | 1499 cm³                   | 1468 cm³                   | 1499 cm³                   |
| max. Leistung bei min−1                     | 105 kW (143 PS) / 5600     | 110 kW (150 PS) / 5000     | 115 kW (156 PS) / 5600     |
| max. Drehmoment bei min−1                   | 207 Nm / 2000–4000         | 210 Nm / 1750–4500         | 215 Nm / 2000–4000         |
| Kraftübertragung                            |                            |                            |                            |
| Antrieb                                     | Vorderradantrieb           | Vorderradantrieb           | Vorderradantrieb           |
| Getriebe, serienmäßig                       | 6-Gang-Schaltgetriebe      | 6-Gang-Schaltgetriebe      | 6-Gang-Schaltgetriebe      |
| Getriebe, optional                          | [6-Gang-Automatikgetriebe] | [6-Gang-Automatikgetriebe] | [6-Gang-Automatikgetriebe] |
| Messwerte                                   |                            |                            |                            |
| Höchstgeschwindigkeit                       | 175 km/h [175 km/h]        | k. A. [k. A.]              | 175 km/h [175 km/h]        |
| Beschleunigung, 0–100 km/h                  | 11,0 s [11,0 s]            | k. A. [k. A.]              | k. A. [k. A.]              |
| Kraftstoffverbrauch auf 100 km (kombiniert) | 7,8 l Super [7,8 l Super]  | 7,0 l Super [8,0 l Super]  | 7,7 l Super [7,8 l Super]  |
| Tankinhalt                                  | 55 l                       | 55 l                       | 55 l                       |